# Neminath

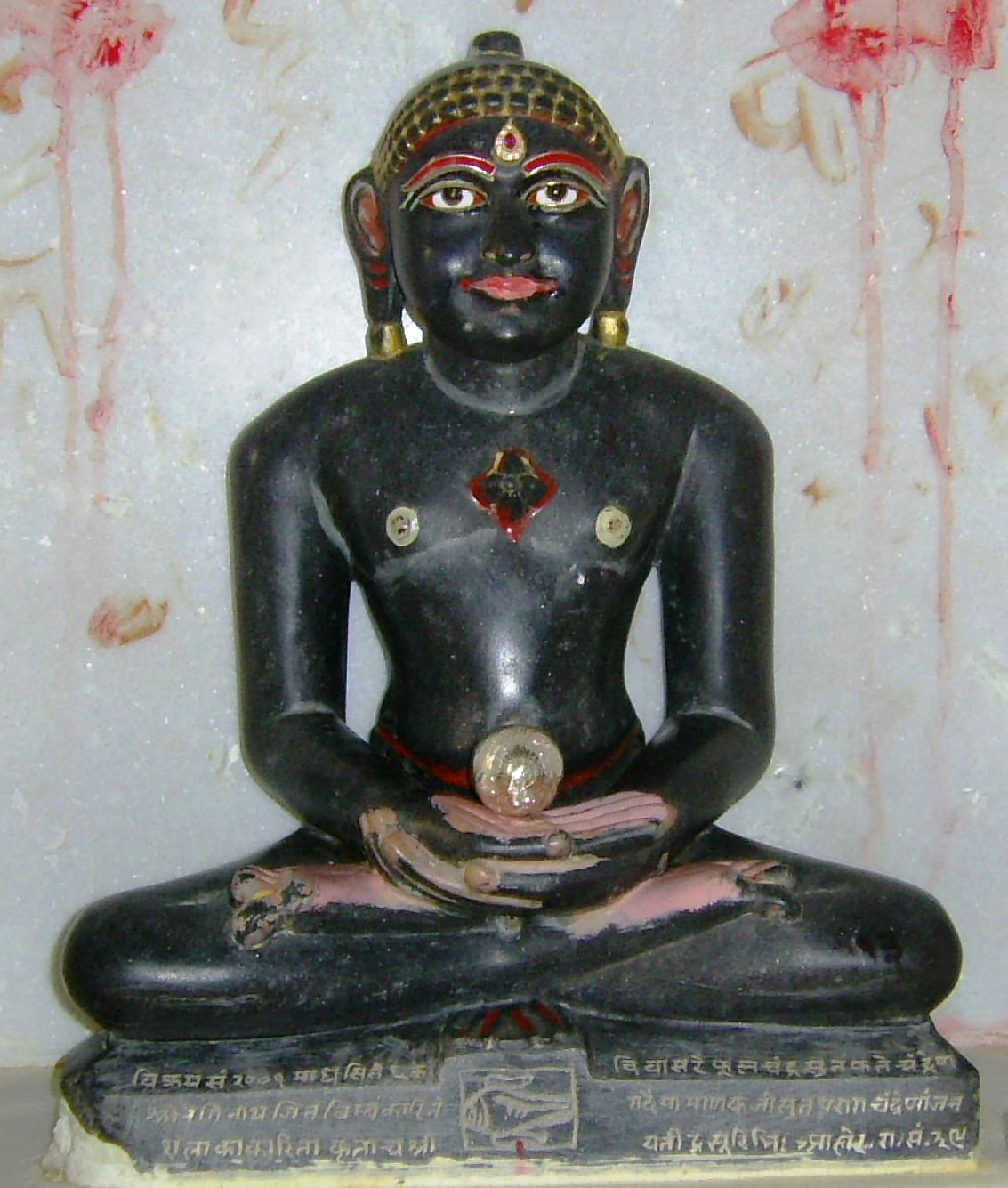
Swami Neminatha.

Neminath appelé aussi Nemi ou Aristanemi est le vingt-deuxième Tirthankara, un Maître éveillé du jaïnisme de notre époque. Il serait né à Shauripur près de Mathura dans l'Uttar Pradesh en Inde, mais d'autres historiens disent que son lieu de naissance est Dwarka dans le Gujarat. Issu d'une lignée royale, Neminath a renoncé aux fastes et à la vie luxueuse lors de son mariage avec une princesse, à cause du très grand nombre d'animaux qui devaient être tués pour l'occasion, qu'il libéra. Suivant alors la voie du renoncement et de l'ascétisme, il obtint l'omniscience, le Kevala Jnana. Prêchant, il eut des milliers de disciples. Il a atteint le nirvana au Mont Gimar dans l'état du Gujarat. Le symbole associé à Neminatha est la conque (shankha).
L'histoire raconte que Neminatha était le cousin de Krishna. Néanmoins, il est établi que Neminatha est cité quatre fois dans le Rigveda et le Samaveda sous ce nom ou celui d'Aristanemi. Dans l'Yajur-Véda, trois Tirthankaras sont cités dont Neminatha ; Risabhdeva et Ajitnath étant les deux autres. Dans la Chandogya Upanishad la personne désignée sous le nom de Angirasa Ghora est pour certains historiens Neminath. Il transmet à Khrisna ce que Mahâvîra, le dernier Tirthankara désignera comme les cinq vœux du jaïnisme, à savoir: ne pas violenter (Ahimsâ), ne pas tromper, ne pas voler, être chaste et détaché des biens terrestres.